# Club The Strongest
El Club The Strongest es una institución deportiva con sede en la ciudad de La Paz, Bolivia, cuya actividad principal es el fútbol profesional. Fue fundado el 8 de abril de 1908 por doce jóvenes estudiantes, liderados por José Villamil. Actualmente participa en la Primera División de Bolivia.
Su estadio es el Rafael Mendoza Castellón, con capacidad para 14 000 espectadores, pero el club disputa sus encuentros como local en el estadio Hernando Siles, que cuenta con un aforo para 41 143 espectadores. 
Fue uno de los fundadores de la Asociación de Fútbol de La Paz, el ente deportivo más antiguo de Bolivia, así como partícipe de la creación de la Federación Boliviana de Fútbol. Es, junto a Oriente Petrolero y Universitario de Vinto, uno de los tres equipos que nunca ha descendido de categoría, tanto en primera división, como en su asociación local. 
A nivel nacional es uno de los equipos más laureados del fútbol boliviano con 16 títulos de primera división y 18 subcampeonatos desde el inicio del profesionalismo en 1950, de los cuales tiene un tricampeonato y un bicampeonato. Ocupando de esta manera el 2.º. lugar en la tabla histórica del fútbol profesional boliviano.
En la Copa Libertadores de América sus mejores actuaciones se dieron en las ediciones de 1990, 1994, 2014, 2017 y 2024 cuando alcanzó los octavos de final.
A nivel internacional cuenta con 39 participaciones internacionales en torneos oficiales organizados por la Confederación Sudamericana de Fútbol. Y debutó en Copa Libertadores en 1965, desde entonces, ha participado del torneo en treinta ocasiones. Además, cuenta con cinco participaciones en Copa Sudamericana, dos en Copa Conmebol y dos en Copa Merconorte.
Su clásico rival es el Bolívar, también de la ciudad de La Paz, con el cual protagoniza el clásico boliviano.

## Historia

### Fundación
El 8 de abril de 1908, un grupo de 12 jóvenes paceños fundó el Strong Foot Ball Club (Club de Fútbol Fuerte en castellano), que en la actualidad es el club más antiguo del departamento de La Paz y el único club de la actual Primera División de Bolivia que supera los 100 años de existencia.
Los nombres de los fundadores fueron: José León López Villamil, el mayor de todos y primer presidente, Alberto Requena, Víctor Franco, Francisco Guachalla, Juan González, Alberto Tavel, Felipe González, Armando Elio, Luis Rivera, Isaac González, Luis Felipe Dick y Hugo Alipaz.
El día de la fundación y firma del acta modificaron el nombre original añadiéndole el artículo inglés "The" y el sufijo superlativo "est" con lo que el nombre definitivo quedó como The Strongest Foot Ball Club que en castellano quiere decir El Más Fuerte.
En poco tiempo, el nuevo club adquirió relevancia en la ciudad y, en pocos años, se convirtió en el club más popular de Bolivia, creando varias fraternidades con su nombre en las principales ciudades.

### Era amateur
A lo largo de su historia, The Strongest ha participado en todas las competiciones que se han organizado tanto en La Paz como a nivel nacional, manteniéndose siempre en la primera categoría de todas ellas.
En 1911 ganó el primer torneo de fútbol de la historia de Bolivia, la Copa Prefectural, y en 1914 fundó con otros clubes de La Paz la primera Asociación de fútbol de Bolivia llamada La Paz Football Association, de la cual fue su primer y máximo campeón, participando en sus torneos entre 1914 y 1976.
A nivel nacional, The Strongest también fue pionero al participar primero en los Torneos Interdepartamentales frente a los clubes campeones de las ciudades más importantes de Bolivia. Su primer encuentro tuvo lugar en 1913.
Para 1922, The Strongest ya había ampliado sus actividades a diversas ramas deportivas, por lo que la directiva decidió quitarle las siglas FBC (Foot Ball Club) y dejarlo simplemente como The Strongest, nombre que en 1931 se le volvió a añadir el denominativo de Club, con el que es se le conoce actualmente.
Disputó su primer partido internacional contra la selección de Arequipa en esa localidad en diciembre de 1924, y obtuvo su primera victoria internacional al derrotar a Coquimbo Unido de Chile el 5 de junio de 1927.[cita requerida] Posteriormente, en 1945, participó en el primer Torneo de Clubes Campeones de Bolivia donde se enfrentaron cinco clubes de cinco ciudades en Oruro. Igualmente, este grupo de clubes haría historia al jugar el primer Campeonato Nocturno de Bolivia, en la primera cancha iluminada del país, también en la ciudad de Oruro, en 1946.
De 1911 a 1949, The Strongest se consagró tres veces campeón de la Copa, veinte veces campeón de la Liga de La Paz, y ganó al menos cuatro Torneos Interdepartamentales, siendo en este periodo el club más laureado del fútbol nacional.

### Era Profesional
En 1950 encabeza junto con otros equipos de La Paz la profesionalización del fútbol boliviano cuando la La Paz Football Association organiza los primeros campeonatos de esta categoría y The Strongest su primer título profesional en 1952. Al año siguiente, una terrible tragedia acabó con la vida de varios de sus integrantes en un accidente automovilístico en Cochabamba y el resto de la década tuvieron que dedicarse a reconstruir su primer equipo, sin dejar de protagonizar los torneos,[cita requerida] pues en 1954 fueron subcampeones de la LPFA Además, en 1958 fue campeón de la Copa República, el primer Torneo de Clubes Campeones organizado por la Federación Boliviana de Fútbol.
En 1964, la FBF por fin dio el paso de organizar un torneo regular con los campeones de cada departamento de Bolivia y organizó la Copa Simón Bolívar, cuyo primer campeón fue The Strongest, y también lo fue de forma invicta.[cita requerida]
Mientras tanto, a nivel local, se consagró bicampeón de La Paz en los torneos de 1963 y 1964, además de obtener también tres subcampeonatos, en 1961, 1962 y 1965.

#### Tragedia aérea
Sin embargo, la tragedia volvería a cernirse sobre el club en 1969, cuando todo su primer equipo de fútbol perdió la vida en un accidente aéreo conocido como la Tragedia de Viloco que lo llevó al borde la desaparición. El esfuerzo de personajes de la historia del club, entre los que estuvieron expresidentes, exjugadores y una gran cantidad de hinchas, ayudados por la solidaridad de clubes nacionales y extranjeros,[cita requerida] evitó que la institución desapareciera y logró volver a situarla en el primer plano del deporte nacional y sudamericano.

#### Renacimiento
Así, en el periodo comprendido entre 1970 y 1976, obtuvo dos nuevos títulos de la Liga de La Paz (1970 y 1974), un campeonato nacional (1974) y un subcampeonato nacional (1970).
A nivel internacional, The Strongest logró su primera participación en un torneo internacional oficial en 1965 donde también logró su primera victoria internacional oficial en su primer partido jugado en Quito, Ecuador. Desde entonces ha participado en 30 ediciones de la Copa Libertadores, protagonizando sus mejores actuaciones en 1990, 1994, 2014, 2017 y 2024 cuando intervino en los octavos de final.
En 1977, The Strongest y otros 15 clubes formaron la Liga del Fútbol Profesional Boliviano, que es en la actualidad el torneo de clubes más importante de Bolivia, dejando en segundo plano la Copa Simón Bolívar de la FBF. The Strongest fue el primer campeón de la Liga, consagrándose así en 1978 por el torneo correspondiente a 1977. A partir de entonces, obtuvo 12 títulos de Liga más, siendo el último en 2023.
Participó, además, en este periodo en los extintos torneos internacionales denominados Copa Conmebol y Copa Merconorte, y en la actual Copa Sudamericana, siendo sus mejores participaciones en esta última en 2003 y 2005, cuando alcanzó la tercera fase en ambas, correspondiendo cuartos de final en la versión de 2003 y octavos de final en la de 2005.

## Símbolos

### Historia y evolución del escudo
Los fundadores no pensaron en un escudo y no fue hasta finales de los años veinte cuando se tiene constancia por primera vez de uno. Este fue diseñado y elaborado por el portero José Bascón, quien los cosió en su camisola por voluntad propia al sentirse identificado con el club. En aquella época, el símbolo de The Strongest era el Cóndor de los Andes, por lo que el blasón estaba compuesto por un escudo amarillo y negro coronado por un cóndor que sostenía un balón de fútbol.[cita requerida]
En los siguientes años, el cóndor desapareció del escudo y algunas rayas se estilizaron, tomando una forma más angulosa, al estilo inglés, de modo que solo quedaron tres rayas negras y dos amarillas. Este escudo nunca se utilizó en la camiseta y solo se usó en los documentos del club y en las revistas publicadas donde The Strongest tenía un lugar, aunque se considera el primer escudo oficial del club.[cita requerida]
Alternativamente, aparecieron escudos de 6 y 7 franjas hasta que, después de la tragedia de Viloco, el historiador Felipe Murguía ofreció un diseño similar al de los años 30, pero con 7 franjas y el nombre de la institución en la parte superior.
Aunque desde 1941 al primer equipo del Club The Strongest se le apodaba «El Tigre», este símbolo, representado en la cabeza del animal, no se usó hasta 1969 en las camisetas del club, que hasta bien entrada la década de los 80 se utilizó en lugar de un escudo.
Es en los años 90 que se combinan ambos para definir el actual escudo del club que no fue hasta el año 2009 que se oficializó mediante un apartado especificando su descripción en uno de los artículos del nuevo Estatuto.
Específicamente: 

El Estatuto Orgánico y Reglamento del Club The Strongest, en el Capítulo XII, apartado Emblemas, Artículo 173º dice lo siguiente: «El Escudo del Club es de color amarillo y negro, en franjas listadas verticales de izquierda a derecha. El nombre del Club en la parte superior sobre una franja horizontal amarilla con letras de color negro»

### El grito de guerra
En 1931, The Strongest fue invitado a participar en un torneo en la Capital de la República en el cual tuvo una actuación sobresaliente.
A dicho torneo lo acompañaron varios dirigentes y una nutrida barra en las que sobresalía una banda de música que tocaba las piezas de moda. Aquella semana fue memorable para The Strongest pues llegó a ganar dicho Torneo Interdepartamental. Uno de los dirigentes que acompañaban a la delegación stronguista era el reconocido aymarista Francisco "Pancho" Villarejo, que inventó un grito de guerra con el cual insuflar ánimos a los jugadores. Para ello mezcló dos frases en lengua aimara, que es la lengua originaria de los paceños, componiendo la ya mítica "K'alatakaya Huarikasaya" que en castellano viene a decir "Rompe la piedra, tiembla la vicuña", en alusión a la fuerza de The Strongest que como el viento del altiplano, es capaz de romper una piedra y de hacer temblar al animalito más resistente de la puna andina, la vicuña y que es al mismo tiempo mascota del Club.
Este grito de guerra fue varias veces pronunciado por los stronguistas que lucharon en la guerra del Chaco y es desde entonces gritado por los sucesivos capitanes de los equipos atigrados antes de cada partido y por la barra en todos los encuentros y en todas las canchas donde ha jugado The Strongest.

### Lemas
- Strongest ¡Levanta tu corazón!

Esta frase se atribuye al legendario jugador Froilán Pinilla que la usó para componer su poema «Beso de Amor» que en 1936 se convirtió en el Himno del Club. Se usó en el contexto de la reconstrucción y vuelta a la normalidad del país después de la guerra del Chaco (1932-1935). En la actualidad se usa para animar al Club cuando este pasa ciertas dificultades.
- Stronguista, paceño y liberal

Esta fue una frase de fuerte contenido político que se usó a principios del Siglo XX en alusión al apoyo de gran parte de la ciudadanía paceña a la fuerza política dominante de entonces que era de carácter Liberal y a la cual estuvieron adscritos muchos de los socios del Club.
- El Tigre te mata

Frase que se atribuye al máximo ídolo del club, Pablo Daniel Escobar, que con motivo de su declaración abierta de pertenencia a la hinchada dijo:

«...Somos el mejor grupo de Bolivia, de compañeros, de jugadores; acá somos antes que jugadores, personas; hay que respetar; a las personas se las respeta. Cuando vos le tocas el orgullo a un tigre, ¡el Tigre te mata!...»
Pablo Daniel Escobar, La Paz, diciembre de 2013

Una variante de la frase dice, «La Altura no te mata. El Tigre si», en alusión al veto que desde hace años las instituciones internacionales quieren poner a los estadios de fútbol que están por encima de los 2000 m s. n. m.

### Mascotas

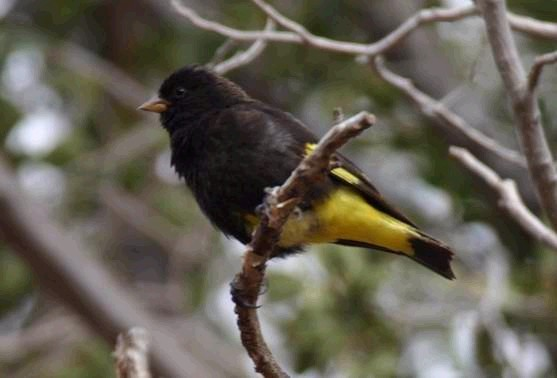
La Ch'ayñita inspiró los colores de The Strongest en 1908.

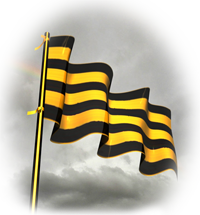
Bandera del Club The Strongest.

- El niño "Negro". Durante muchos años los jugadores del Tigre tuvieron la superstición de que siempre que los acompañara un niño negro al terreno de juego tendrían buena suerte en los partidos. Es así que un niño negrito fue un acompañante habitual del equipo hace muchos años. En la actualidad esa costumbre ha desaparecido.
- La Vicuña. Desde al menos los años 30 The Strongest ha tenido como mascota oficial a una vicuña, que no es un símbolo representativo como otros, sino fuera la mascota del club.
- El Tigre. Como se dijo antes, fue don Max de la Vega el que en 1941 le puso ese apelativo a The Strongest, y es desde entonces que se convirtió en el máximo símbolo del Club porque representa muchos de los valores por los que se han destacado los distintos equipos a lo largo de la historia como la garra, el coraje, el valor y el poderío.
- La Chayñita Esta avecilla cantora de los prados paceños es un tipo de jilguero que sigue siendo también uno de los principales símbolos del Club ya que es el origen verdadero de los colores de la institución.

### Himno
El himno fue estrenado el 8 de abril de 1936, obra creada por el compositor Adrián Patiño Carpio, con letra del jugador y poeta Froilán Pinilla. Una particularidad que tiene el himno es que tanto la composición musical, como la letra tienen sus propios nombres. Así la música de Patiño se titula Quniskiwa y fue un regalo del autor al Club. La letra es un poema de titulado Beso de Amor, compuesto según el autor durante la guerra del Chaco, hecho de armas en el que participó. Ambas obras se unen para dar forma al que es hoy en día el himno del Club. A través de los años el himno ha sufrido pequeñas variaciones en su letra.
| Himno del Club The Strongest |
| |

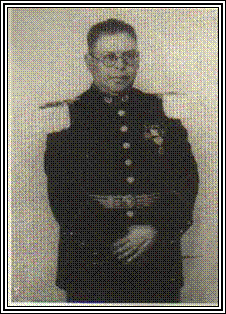
El genial compositor Adrián Patiño Carpio es el autor del Himno del Club The Strongest.

| El laurel ciñendo está la cerviz del gran luchador como premio a su inmenso valor. Luz del sol, de su corazón su nobleza el ideal su constancia, hermoso porvenir. Strongest, este himno, es un beso de amor la fuerza de su empuje, la sonrisa de su honor. ¡Viva Strongest campeón! ¡viva Strongest campeón! ¡gualdinegro!, ¡gualdinegro! emblema de vencedor. Si el oro es tu pendón el negro tu altivez, oro y negro simbolizan tu heroica tradición. Strongest, ¡levanta tu corazón!, tu corazón. Autor: Froilán Pinilla Compositor: Adrián Patiño. |
| |

Otras obras musicales de gran relieve y que incluso pueden ser consideradas himnos, son las que se entonan frecuentemente hasta el día de hoy como la popular "Mi Chayñita"' compuesta también por Adrián Patiño, o "Condorito", obra popular de estilo folcklórico, que desde hace muchos años suena entre la hinchada del Club.

## Indumentaria
El origen de los colores de The Strongest está relacionado con el desaparecido Thunder FBC. Este fue un equipo de La Paz desaparecido en 1907 y que vestía con los colores "gualda y negro", pero dispuestos en franjas horizontales, colores que habían tomado de una avecilla cantora muy abundante en los parques circundantes a la ciudad en aquellas épocas, llamada por los lugareños Chayñita y que es una especie de jilguero con un bello plumaje negro jaspeado con amarillo.
Es por eso que cuando los fundadores de The Strongest escogían la camiseta del club, a sugerencia de Víctor Manuel Franco, eligieron el modelo de una que les mandó un amigo suyo que estudiaba en Alemania que era a rayas amarilla y verde oscuro, pero dispuestas en vertical, cambiaron el verde por negro y es así que decidieron que la camiseta sea gualda y negra como la Chayñita, pero dispuesta en franjas verticales, representando según sus palabras "al día y la noche" como demostración de rebeldía, ya que eran unos colores muy novedosos, y como homenaje al desaparecido Thunder FBC.
La primera camiseta fue elaborada por Doña Victoria de Requena, madre de Alberto Requena uno de los fundadores y no ha sufrido modificaciones importantes hasta el día de hoy manteniendo siempre la misma morfología, es decir franjas amarillas y negras verticales.
| Primer uniforme | (Ver evolución) | Uniforme actual |

### Patrocinio
| Período   | Proveedor |
| --------- | --------- |
| 1982–1983 | Adidas    |
| 1984      | Power     |
| 1985–1986 | Adidas    |
| 1988      | Puma      |
| 1989      | Calvo     |
| 1990      | PG        |
| 1991–1992 | Landaeta  |
| 1993–1994 | Nem's     |
| 1995      | Adidas    |
| 1996      | Topper    |
| 1997      | Landaeta  |
| 1998–1999 | Topper    |
| 2000–2005 | GAV       |
| 2006–2008 | Puma      |
| 2008      | Walon     |
| 2009–2012 | GAV       |
| 2012–2014 | Uhlsport  |
| 2015–2019 | Walon     |
| 2020–     | Marathon  |

| Período   | Patrocinador     |
| --------- | ---------------- |
| 1984      | Power            |
| 1985–1986 | Banco de Crédito |
| 1988      | Paceña           |
| 1989      | Fides            |
| 1990      | Double Cola      |
| 1991      | Paceña           |
| 1992      | Espintbol        |
| 1993      | Bidesa           |
| 1994–1999 | Paceña           |
| 2000–2001 | PSN              |
| 2002      | Paceña           |
| 2003      | AES              |
| 2004–2006 | Paceña           |
| 2007–2010 | Tigo             |
| 2011–2014 | Entel            |
| 2015–2016 | Tigo             |
| 2017–2023 | Paceña           |
| 2025–     | Kia              |

## Instalaciones

### Estadio Hernando Siles

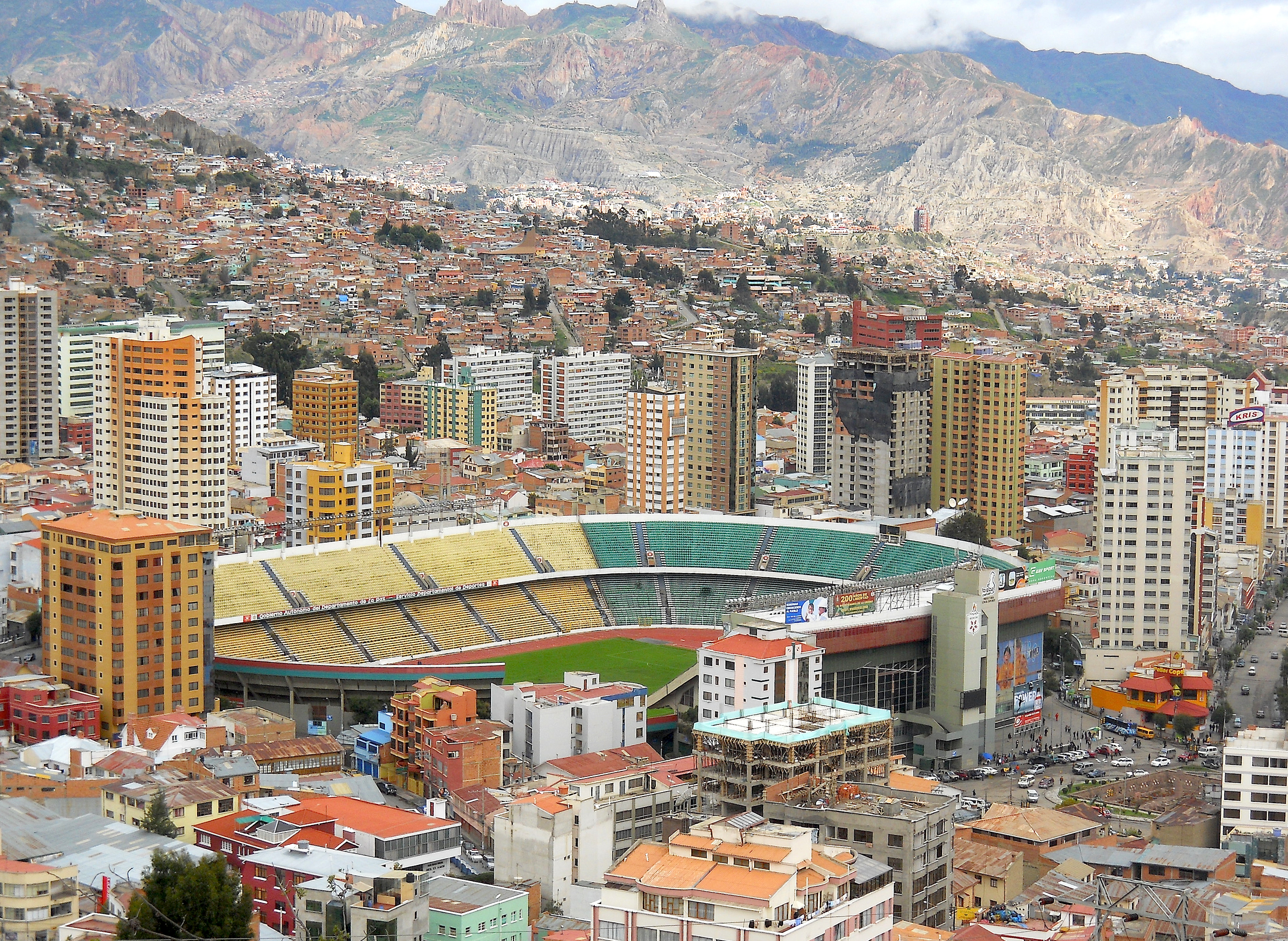
Vista del estadio desde Miraflores.

Aunque este recinto no es de su propiedad, es donde habitualmente juega sus partidos por la liga, alternando algunos con el estadio Rafael Mendoza Castellón, y absolutamente todos sus partidos internacionales.
Esto es así por ser el Siles el estadio de mayor capacidad de la ciudad de La Paz y de Bolivia con un máximo de 42 mil espectadores cómodamente sentados.
The Strongest juega sus partidos en este escenario deportivo desde el día de su inauguración el 16 de enero de 1930, fecha en el que jugó el partido inaugural frente a Universitario de La Paz, equipo al que venció por 4 a 1, anotando también el primer gol en este recinto por intermedio del Eduardo Reyes Ortiz de tiro libre.

### Estadio Rafael Mendoza Castellón

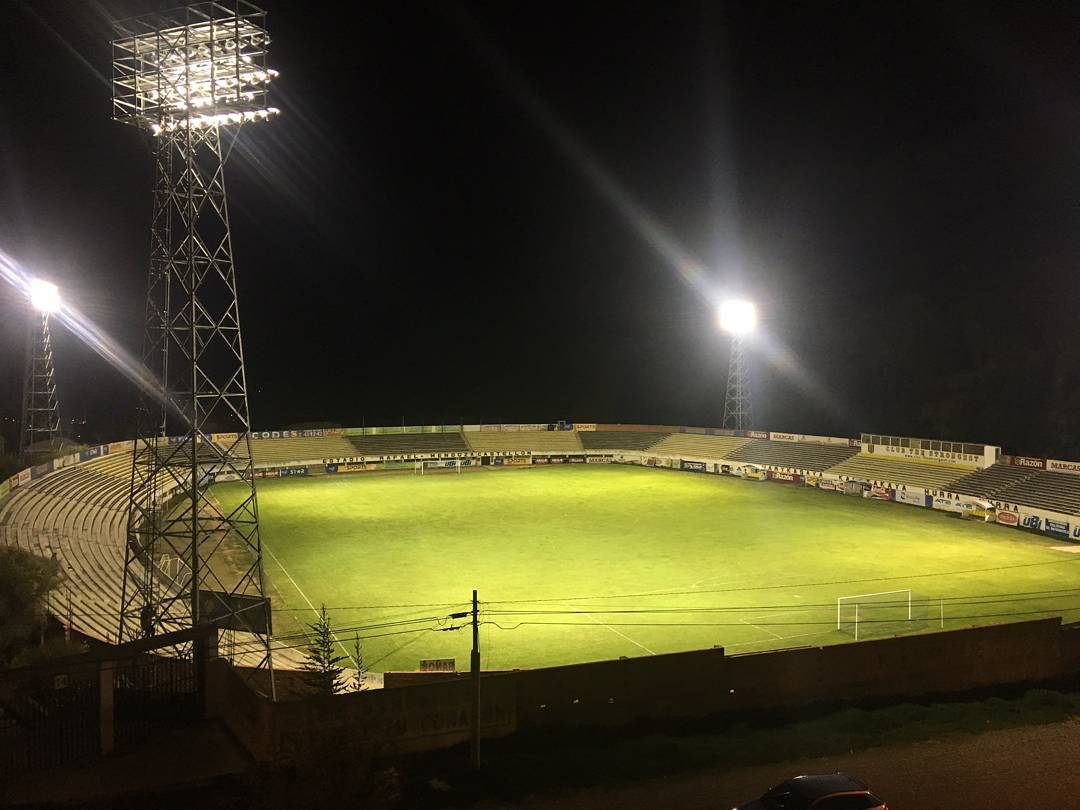
Estadio Rafael Mendoza Castellón.

El Club The Strongest es propietario del estadio Rafael Mendoza Castellón, el cual posee capacidad para 14 mil espectadores. Se encuentra ubicado en la zona de Achumani de la ciudad de La Paz. Fue inaugurado el 16 de julio de 1986. Su principal impulsor fue Rafael Mendoza Castellón que durante su gestión consiguió la sesión de los terrenos sobre los que se asienta de parte de la Alcaldía de La Paz y del Convento de las Concepcionistas que eran propietarios de la zona hasta los años 70.
En la actualidad está plenamente habilitado para disputar partidos oficiales por la Liga Profesional del Fútbol Boliviano.

### Instalaciones deportivas
The Strongest cuenta en la actualidad con las mejores y más modernas instalaciones deportivas del país, todas en la ciudad de La Paz.
Así en 1936 recibe los terrenos de la avenida Illimani, donde funda el Club de Tenis The Strongest y que es el primer paso hacia la consolidación patrimonial del Club. Posteriormente, el presidente de la institución, don Gustavo Carlos Otero donó una propiedad suya en la zona de Tembladerani. Era un gran terreno donde en los años 40 se construyó el primer campo de fútbol propiedad de la institución. Se inauguró oficialmente el 8 de abril de 1940 y contaba con una cancha reglamentaria, unas graderías para 5 mil personas y ambientes para vestuarios. Se proyectaba su ampliación hasta convertirlo en un estadio cuando una 'mazamorra' de tierra se tragó toda la obra y el Club tuvo que buscar un emplazamiento más idóneo.
En Alto Obrajes se ubicó el terreno que reemplazó al de Tembladerani, predios adquiridos por José Luis de Aranguren quien negoció con la Municipalidad paceña para intercambiarlos, pero el proyecto tampoco prosperó, aunque esta propiedad sirvió como parte del pago para adquirir los actuales terrenos donde se levanta el Complejo de Achumani.
En los años 70, el Club Bolívar y The Strongest se unían para construir un estadio en un terreno que les cedía la Municipalidad de la ciudad de La Paz. El objetivo era construir un escenario en propiedad compartida por los dos grandes de La Paz. Sin embargo The Strongest abandonó este proyecto conjunto al detectar varias irregularidades, pues aunque se contaba con un presupuesto conjunto, los encargados del proyecto decidieron traer de Argentina unos tablones y una estructura metálica usados de otro estadio que estaba siendo derruido. En la actualidad este estadio es propiedad compartida entre la alcaldía paceña, propietaria de los terrenos y Baisa propietaria de la infraestructura.

### Complejo deportivo de Achumani

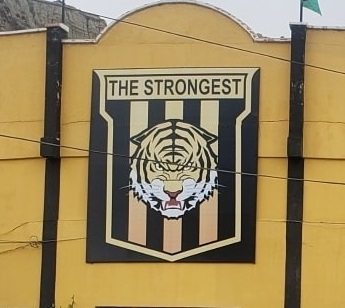

Al lado del estadio Rafael Mendoza Castellón, se construyó el Complejo de Achumani que incluye un hotel de concentración para 30 jugadores, piscinas deportivas, un moderno gimnasio de cuatro ambientes con capacidad para 80 personas, canchas de raquetbol, de frontón, 11 canchas de tenis, una de voleibol y una de basquetbol, 2 canchas auxiliares de fútbol, así como un sauna con vapor, hidromasaje y piscina climatizada. Además cuenta con una zona para parrilladas, un salón de actos, salón de reuniones y restaurante con capacidad para 12mil personas, y un salón de esparcimiento.
Cuenta con zona de aparcamientos y un Museo donde se encuentran todos los trofeos de la Institución, organizado y en parte construido por el Ing. Jaime Oblitas que es el encargado del museo desde la época de la presidencia de don Rafael Mendoza. Entre el complejo y el estadio abarcan un área de 11 ha.

### Escuela Cañada Strongest
Conocida también como la Escuela de la Frías, fue adquirida por el Club en 1936 durante la presidencia de Gustavo Carlos Otero como premio de parte del Gobierno de la República de Bolivia presidido por el general David Toro, por el gran aporte de la Institución Gualdinegra al esfuerzo durante la guerra del Chaco, de ahí la denominación de la Escuela, en homenaje a esa gran batalla en la que participaron jugadores, socios e hinchada. En principio fue utilizada para el funcionamiento de las canchas del Club de Tenis The Strongest que fue fundado el mismo día de la inauguración de este recinto, el 11 de abril de 1938. Sin embargo, cuando el Complejo de la Zona de Achumani construyó las canchas con las que cuenta hoy en día, se decidió que este terreno de 8000 m² se conviertan en una escuela de fútbol, que es a lo que se dedica a día de hoy. En la actualidad este Complejo cuenta además de una cancha de fútbol, con césped artificial e iluminación eléctrica, con ambientes para baños, duchas, oficinas y canchas de voleibol, donde habitualmente entrena el equipo femenino de este deporte. Se encuentra en las inmediaciones de la Av. Illimani y la calle Francisco Monrroy en el N.º&bsp;615, en la zona Santa Bárbara.

### Otras instalaciones
- Sede social: Está ubicada en un céntrico edificio de dos plantas y de gran valor histórico y arquitectónico, se localiza entre las calles Colón y Comercio muy cerca de la plaza Principal y del Palacio de Gobierno. Fue construido en 1905 y cedido en alquiler al Club en el año de 1923. Fue adquirido en propiedad en 1963 durante la presidencia de don Antonio Asbún.

- Mausoleo: El «Mausoleo de The Strongest» data de octubre de 1969 cuando la dirigencia del Club, encabezada por don Rafael Mendoza Castellón, decidió solicitar a la administración del cementerio general de la ciudad de La Paz una parcela para sepultar a los jugadores fallecidos poco antes en la Tragedia de Viloco.[31] En ella, la dirigencia del Club decidió construir un Mausoleo donde tienen su última morada aquellos jugadores y otros grandes personajes de la historia del Club.[32][33]

## Datos del club

### Denominaciones
A lo largo de su historia, el club ha visto como su denominación variaba por diversas circunstancias hasta la actual de Club The Strongest, vigente desde 1931. El club se fundó bajo el nombre oficial de «Strong Foot Ball Club», pero su nombre ha sido modificado por un motivo u otro.
A continuación se listan las distintas denominaciones de las que ha dispuesto el club a lo largo de su historia:
- Strong Foot Ball Club (1908) Nombre con el que se crea la institución.[34]
- The Strongest F.B.C. (1908-1922) El día de la fundación, Víctor Manuel Franco, según algunas fuentes habría dicho: “Fuerte no es lo cabal, nosotros dijimos ¡El más fuerte!” y entonces se decidió aumentar el superlativo inglés "est" y el artículo "The".
- The Strongest (1922-1930) A sugerencia de Armando Arce, tenista y Secretario General de la institución, se decidió quitar las siglas F.B.C. y tan solo mantener el nombre The Strongest, pues ya para este año sus actividades deportivas se habían diversificado siendo la institución más que un club de foot-ball..
- Club The Strongest (1931-Act.) En los estatutos vigentes desde 1930 hasta 2009 el nombre se cambió definitivamente. Esta denominación fue ratificada en asamblea extraordinaria en 2014.

### Estadísticas
- Fundación: 8 de abril de 1908
- Puesto en la clasificación histórica de la Primera División: 2.º
- Temporadas en Primera División: 81 (1950-1959, 1964, 1970-1971, 1974-Presente).
- Mejor puesto en Primera División: 1.º (16 veces).
- Mejor ubicación en torneos internacionales: Cuartos de final (Copa Sudamericana 2003).
- Mayor goleada a favor
  - En torneos nacionales:
    - 11 - 0 a Independiente Unificada (4 de abril de 1982).
    - 10 - 0 a Real Santa Cruz (11 de junio de 1989).

  - En torneos internacionales:
    - 7 - 1 a  Minervén (25 de marzo de 1994 por la Copa Libertadores 1994).
    - 5 - 0 a  Sport Marítimo (8 de abril de 1994 por la Copa Libertadores 1994).
    - 5 - 0 a  Unión Española (23 de febrero de 2017) (Copa Libertadores 2017).
    - 5 - 0 a  Athletico Paranaense (3 de mayo de 2022) (Copa Libertadores 2022)
- Mayor goleada en contra
  - En torneos nacionales: 
    - 2 - 7 de San José (27 de mayo de 2014).
    - 2 - 7 de Always Ready (6 de julio de 2025).

  - En torneos internacionales:
    - 0 - 9 de  Peñarol (22 de marzo de 1971) (Copa Libertadores 1971).
    - 0 - 6 de  América de Cali (13 de junio de 1987 por la Copa Libertadores 1987).
    - 0 - 6 de  River Plate (6 de abril de 2016 por la Copa Libertadores 2016).
- Primer partido en el profesionalismo: 2 - 2 contra Litoral (15 de julio de 1950).
- Primer partido en LFPB: 2 - 1 contra Deportivo Municipal (18 de septiembre de 1977).
- Primer partido en torneos internacionales: 1 - 0 contra  Deportivo Quito (31 de enero de 1965) (Copa Libertadores 1965).
- Jugador con más partidos disputados: Pablo Escobar (300 partidos oficiales).
- Jugador con más goles: Pablo Escobar (220 goles en competiciones oficiales).
- Jugador con más goles en torneos internacionales: Pablo Escobar 14 goles (9 Libertadores, 5 Sudamericana).
- Portero con más minutos invicto: Víctor Aragón, con 686 minutos en 1989.[35]
- Jugador con más títulos: Pablo Escobar, Daniel Vaca, Jair Torrico, Nelvin Soliz y Diego Wayar: (5 títulos oficiales).[36]
- Entrenador con más títulos: Eduardo Villegas (4 títulos oficiales).

#### Participaciones internacionales
- En negrita competiciones en activo.

| Torneo                            | Ediciones |
| --------------------------------- | --- |
| Copa Libertadores de América (31) | 1965, 1971, 1975, 1978, 1980, 1981, 1982, 1987, 1989, 1990, 1994, 2000, 2001, 2003, 2004, 2005, 2006, 2012, 2013, 2014, 2015, 2016, 2017, 2018, 2019, 2020, 2021, 2022, 2023, 2024 y 2025. |
| Copa Sudamericana (5)             | 2003, 2005, 2011, 2013 y 2022. |
| Copa Merconorte (2)               | 1998 y 1999. |
| Copa Conmebol (2)                 | 1995 y 1997. |
| Copa Simón Bolívar (1)            | 1975. |

### The Strongest en competiciones internacionales
| Año  | Competición            | Ronda             | Rival                 | Local    | Visita       | Global   |
| ---- | ---------------------- | ----------------- | --------------------- | -------- | ------------ | -------- |
| 1965 | Copa Libertadores 1965 | Primera fase      | Deportivo Quito       | 2–2      | 0–1          | 2° lugar |
| 1965 | Copa Libertadores 1965 | Primera fase      | Boca Juniors          | 2–3      | 2–0          | 2° lugar |
| 1971 | Copa Libertadores 1971 | Primera fase      | Chaco Petrolero       | 1–3      | 1–2          | 4° lugar |
| 1971 | Copa Libertadores 1971 | Primera fase      | Nacional              | 1–1      | 5–0          | 4° lugar |
| 1971 | Copa Libertadores 1971 | Primera fase      | Peñarol               | 1–2      | 9–0          | 4° lugar |
| 1975 | Copa Libertadores 1975 | Primera fase      | Jorge Wilstermann     | 3–1      | 1–1          | 3° lugar |
| 1975 | Copa Libertadores 1975 | Primera fase      | Huachipato            | 1–0      | 4–2          | 3° lugar |
| 1975 | Copa Libertadores 1975 | Primera fase      | Unión Española        | 1–1      | 4–0          | 3° lugar |
| 1978 | Copa Libertadores 1978 | Primera fase      | Oriente Petrolero     | 2–0      | 4–1          | 3° lugar |
| 1978 | Copa Libertadores 1978 | Primera fase      | Alianza Lima          | 1–2      | 2–0          | 3° lugar |
| 1978 | Copa Libertadores 1978 | Primera fase      | Sporting Cristal      | 3–1      | 3–0          | 3° lugar |
| 1980 | Copa Libertadores 1980 | Primera fase      | Oriente Petrolero     | 3–2      | 1–0          | 2° lugar |
| 1980 | Copa Libertadores 1980 | Primera fase      | Defensor Sporting     | 2–0      | 1–1          | 2° lugar |
| 1980 | Copa Libertadores 1980 | Primera fase      | Nacional              | 3–0      | 2–0          | 2° lugar |
| 1981 | Copa Libertadores 1981 | Primera fase      | Jorge Wilstermann     | 2–0      | 3–2          | 2° lugar |
| 1981 | Copa Libertadores 1981 | Primera fase      | Barcelona             | 1–0      | 2–1          | 2° lugar |
| 1981 | Copa Libertadores 1981 | Primera fase      | Técnico Universitario | 4–2      | 2–3          | 2° lugar |
| 1981 | Copa Libertadores 1981 | Partido desempate | Jorge Wilstermann     | 1–4      | 1–4          | 2° lugar |
| 1982 | Copa Libertadores 1982 | Primera fase      | Jorge Wilstermann     | 1–1      | 1–2          | 2° lugar |
| 1982 | Copa Libertadores 1982 | Primera fase      | Boca Juniors          | 1–0      | 1–0          | 2° lugar |
| 1982 | Copa Libertadores 1982 | Primera fase      | River Plate           | 1–0      | 4–1          | 2° lugar |
| 1987 | Copa Libertadores 1987 | Primera fase      | Oriente Petrolero     | 3–2      | 2–1          | 3° lugar |
| 1987 | Copa Libertadores 1987 | Primera fase      | América de Cali       | 1–1      | 6–0          | 3° lugar |
| 1987 | Copa Libertadores 1987 | Primera fase      | Deportivo Cali        | 2–1      | 4–0          | 3° lugar |
| 1989 | Copa Libertadores 1989 | Fase de grupos    | Bolívar               | 0–0      | 0–0          | 4° lugar |
| 1989 | Copa Libertadores 1989 | Fase de grupos    | Danubio               | 1–0      | 1–0          | 4° lugar |
| 1989 | Copa Libertadores 1989 | Fase de grupos    | Peñarol               | 1–2      | 1–1          | 4° lugar |
| 1990 | Copa Libertadores 1990 | Fase de grupos    | Oriente Petrolero     | 2–0      | 1–0          | 2° lugar |
| 1990 | Copa Libertadores 1990 | Fase de grupos    | Barcelona             | 2–1      | 1–0          | 2° lugar |
| 1990 | Copa Libertadores 1990 | Fase de grupos    | Emelec                | 4–3      | 1–0          | 2° lugar |
| 1990 | Copa Libertadores 1990 | Octavos de final  | Universidad Católica  | 1–1      | 3–1          | 2–4      |
| 1994 | Copa Libertadores 1994 | Fase de grupos    | Bolívar               | 0–0      | 0–0          | 2° lugar |
| 1994 | Copa Libertadores 1994 | Fase de grupos    | Minervén              | 7–1      | 5–0          | 2° lugar |
| 1994 | Copa Libertadores 1994 | Fase de grupos    | Sport Marítimo        | 5–0      | 1–1          | 2° lugar |
| 1994 | Copa Libertadores 1994 | Octavos de final  | Bolívar               | 1–2      | 4–0          | 1–6      |
| 1995 | Copa Conmebol 1995     | Octavos de final  | Atlético Colegiales   | 0–0      | 1–0          | 0–1      |
| 1997 | Copa Conmebol 1997     | Ronda preliminar  | Real Santa Cruz       | 0–2      | 1–1          | 1–3      |
| 1998 | Copa Merconorte 1998   | Fase de grupos    | Atlético Nacional     | 0–2      | 2–3          | 3° lugar |
| 1998 | Copa Merconorte 1998   | Fase de grupos    | Barcelona             | 1–0      | 1–1          | 3° lugar |
| 1998 | Copa Merconorte 1998   | Fase de grupos    | Alianza Lima          | 0–0      | 4–0          | 3° lugar |
| 1999 | Copa Merconorte 1999   | Fase de grupos    | Millonarios           | 0–2      | 3–2          | 4° lugar |
| 1999 | Copa Merconorte 1999   | Fase de grupos    | Barcelona             | 2–2      | 4–0          | 4° lugar |
| 1999 | Copa Merconorte 1999   | Fase de grupos    | Alianza Lima          | 3–2      | 2–0          | 4° lugar |
| 2000 | Copa Libertadores 2000 | Fase de grupos    | Juventude             | 5–1      | 4–0          | 4° lugar |
| 2000 | Copa Libertadores 2000 | Fase de grupos    | Palmeiras             | 4–2      | 4–0          | 4° lugar |
| 2000 | Copa Libertadores 2000 | Fase de grupos    | El Nacional           | 1–4      | 0–0          | 4° lugar |
| 2001 | Copa Libertadores 2001 | Fase de grupos    | River Plate           | 4–1      | 5–1          | 4° lugar |
| 2001 | Copa Libertadores 2001 | Fase de grupos    | El Nacional           | 2–1      | 2–1          | 4° lugar |
| 2001 | Copa Libertadores 2001 | Fase de grupos    | Guaraní               | 1–1      | 4–1          | 4° lugar |
| 2003 | Copa Libertadores 2003 | Fase de grupos    | Corinthians           | 0–2      | 4–1          | 4° lugar |
| 2003 | Copa Libertadores 2003 | Fase de grupos    | Cruz Azul             | 2–1      | 3–2          | 4° lugar |
| 2003 | Copa Libertadores 2003 | Fase de grupos    | Fénix                 | 1–0      | 2–0          | 4° lugar |
| 2003 | Copa Sudamericana 2003 | Primera fase      | Bolívar               | 2–2      | 1–1 (4:2 p.) | 3–3      |
| 2003 | Copa Sudamericana 2003 | Segunda fase      | San Lorenzo           | 2–0      | 2–1          | 3–2      |
| 2003 | Copa Sudamericana 2003 | Cuartos de final  | Sāo Paulo             | 1–4      | 3–1          | 2–7      |
| 2004 | Copa Libertadores 2004 | Fase de grupos    | Sāo Caetano           | 0–2      | 4–2          | 4° lugar |
| 2004 | Copa Libertadores 2004 | Fase de grupos    | América               | 0–0      | 4–0          | 4° lugar |
| 2004 | Copa Libertadores 2004 | Fase de grupos    | Peñarol               | 2–0      | 4–0          | 4° lugar |
| 2005 | Copa Libertadores 2005 | Fase de grupos    | Quilmes               | 2–1      | 1–0          | 4° lugar |
| 2005 | Copa Libertadores 2005 | Fase de grupos    | Sāo Paulo             | 3–3      | 3–0          | 4° lugar |
| 2005 | Copa Libertadores 2005 | Fase de grupos    | Universidad de Chile  | 0–0      | 2–1          | 4° lugar |
| 2005 | Copa Sudamericana 2005 | Fase preliminar   | Bolívar               | 2–1      | 1–2          | 4–2      |
| 2005 | Copa Sudamericana 2005 | Primera fase      | Liga de Quito         | 2–1      | 0–3          | 5–1      |
| 2005 | Copa Sudamericana 2005 | Octavos de final  | Pumas UNAM            | 2–1      | 3–1          | 3–4      |
| 2006 | Copa Libertadores 2006 | Fase de grupos    | Newell's Old Boys     | 3–2      | 2–0          | 4° lugar |
| 2006 | Copa Libertadores 2006 | Fase de grupos    | Goiás                 | 1–0      | 2–0          | 4° lugar |
| 2006 | Copa Libertadores 2006 | Fase de grupos    | Unión Española        | 0–1      | 1–0          | 4° lugar |
| 2011 | Copa Sudamericana 2011 | Fase preliminar   | Olimpia               | 2–1      | 2–0          | 2–3      |
| 2012 | Copa Libertadores 2012 | Fase de grupos    | Internacional         | 1–1      | 5–0          | 3° lugar |
| 2012 | Copa Libertadores 2012 | Fase de grupos    | Santos                | 2–1      | 2–0          | 3° lugar |
| 2012 | Copa Libertadores 2012 | Fase de grupos    | Juan Aurich           | 2–1      | 1–0          | 3° lugar |
| 2013 | Copa Libertadores 2013 | Fase de grupos    | Arsenal               | 2–1      | 2–1          | 4° lugar |
| 2013 | Copa Libertadores 2013 | Fase de grupos    | Atlético Mineiro      | 1–2      | 2–1          | 4° lugar |
| 2013 | Copa Libertadores 2013 | Fase de grupos    | Sāo Paulo             | 2–1      | 2–1          | 4° lugar |
| 2013 | Copa Sudamericana 2013 | Fase preliminar   | Nacional              | 1–1 (v.) | 0–0          | 1–1      |
| 2014 | Copa Libertadores 2014 | Fase de grupos    | Vélez Sarsfield       | 2–0      | 2–0          | 2° lugar |
| 2014 | Copa Libertadores 2014 | Fase de grupos    | Athletico Paranaense  | 2–1      | 1–0          | 2° lugar |
| 2014 | Copa Libertadores 2014 | Fase de grupos    | Universitario         | 1–0      | 3–3          | 2° lugar |
| 2014 | Copa Libertadores 2014 | Octavos de final  | Defensor Sporting     | 2–0      | 2–0 (2:4 p.) | 2–2      |
| 2015 | Copa Libertadores 2015 | Primera fase      | Morelia               | 2–0      | 1–1          | 3–1      |
| 2015 | Copa Libertadores 2015 | Fase de grupos    | Internacional         | 3–1      | 1–0          | 3° lugar |
| 2015 | Copa Libertadores 2015 | Fase de grupos    | Universidad de Chile  | 5–3      | 3–1          | 3° lugar |
| 2015 | Copa Libertadores 2015 | Fase de grupos    | Emelec                | 1–0      | 3–0          | 3° lugar |
| 2016 | Copa Libertadores 2016 | Fase de grupos    | River Plate           | 1–1      | 6–0          | 3° lugar |
| 2016 | Copa Libertadores 2016 | Fase de grupos    | Sāo Paulo             | 1–1      | 0–1          | 3° lugar |
| 2016 | Copa Libertadores 2016 | Fase de grupos    | Trujillanos           | 2–1      | 2–1          | 3° lugar |
| 2017 | Copa Libertadores 2017 | Fase 2            | Montevideo Wanderers  | 4–0      | 0–2          | 6–0      |
| 2017 | Copa Libertadores 2017 | Fase 3            | Unión Española        | 5–0      | 1–1          | 6–1      |
| 2017 | Copa Libertadores 2017 | Fase de grupos    | Santos                | 1–1      | 2–0          | 2° lugar |
| 2017 | Copa Libertadores 2017 | Fase de grupos    | Santa Fe              | 2–0      | 1–1          | 2° lugar |
| 2017 | Copa Libertadores 2017 | Fase de grupos    | Sporting Cristal      | 5–1      | 0–0          | 2° lugar |
| 2017 | Copa Libertadores 2017 | Octavos de final  | Lanús                 | 1–1      | 1–0          | 1–2      |
| 2018 | Copa Libertadores 2018 | Fase de grupos    | Atlético Tucumán      | 1–2      | 3–0          | 4° lugar |
| 2018 | Copa Libertadores 2018 | Fase de grupos    | Libertad              | 1–3      | 3–0          | 4° lugar |
| 2018 | Copa Libertadores 2018 | Fase de grupos    | Peñarol               | 1–0      | 2–0          | 4° lugar |
| 2019 | Copa Libertadores 2019 | Fase 2            | Libertad              | 1–1      | 5–1          | 2–6      |
| 2020 | Copa Libertadores 2020 | Fase 2            | Atlético Tucumán      | 2–0      | 2–0 (5:6 p.) | 2–2      |
| 2021 | Copa Libertadores 2021 | Fase de grupos    | Boca Juniors          | 0–1      | 3–0          | 4° lugar |
| 2021 | Copa Libertadores 2021 | Fase de grupos    | Santos                | 2–1      | 5–0          | 4° lugar |
| 2021 | Copa Libertadores 2021 | Fase de grupos    | Barcelona             | 2–0      | 4–0          | 4° lugar |
| 2022 | Copa Libertadores 2022 | Fase 2            | Plaza Colonia         | 3–0      | 2–0          | 3–2      |
| 2022 | Copa Libertadores 2022 | Fase 3            | Universidad Católica  | 2–1      | 0–0          | 2–1      |
| 2022 | Copa Libertadores 2022 | Fase de grupos    | Athletico Paranaense  | 5–0      | 1–0          | 3° lugar |
| 2022 | Copa Libertadores 2022 | Fase de grupos    | Libertad              | 1–1      | 4–1          | 3° lugar |
| 2022 | Copa Libertadores 2022 | Fase de grupos    | Caracas               | 1–1      | 0–0          | 3° lugar |
| 2022 | Copa Sudamericana 2022 | Octavos de final  | Ceará                 | 1–2      | 3–0          | 1–5      |
| 2023 | Copa Libertadores 2023 | Fase de grupos    | River Plate           | 3–1      | 2–0          | 4° lugar |
| 2023 | Copa Libertadores 2023 | Fase de grupos    | Fluminense            | 1–0      | 1–0          | 4° lugar |
| 2023 | Copa Libertadores 2023 | Fase de grupos    | Sporting Cristal      | 1–2      | 1–0          | 4° lugar |
| 2024 | Copa Libertadores 2024 | Fase de grupos    | Grêmio                | 2–0      | 4–0          | 1° lugar |
| 2024 | Copa Libertadores 2024 | Fase de grupos    | Huachipato            | 4–0      | 0–0          | 1° lugar |
| 2024 | Copa Libertadores 2024 | Fase de grupos    | Estudiantes           | 1–0      | 2–1          | 1° lugar |
| 2024 | Copa Libertadores 2024 | Octavos de final  | Peñarol               | 1–0      | 4–0          | 1–4      |

## Jugadores

### Plantilla 2025
- Los equipos bolivianos están limitados por la FBF a tener en su plantel un máximo de seis futbolistas extranjeros, de los cuales cuatro pueden actuar de manera simultánea.
- Por disposición de la FBF, se debe considerar la participación obligatoria de un futbolista de la categoría sub-20 y otro de la categoría sub-23 por partido.

### Altas y bajas 2025
| Altas              |            |                      |                 |      |  |
| Futbolista         | Posición   | Procedencia          | Tipo            | Ref. |  |
| Segundo Semestre   |            |                      |                 |      |  |
| Gabriel Sotomayor  | Delantero  | Floriana FC          | Fin de préstamo |      |  |
| Joaquín Monasterio | Entrenador | San Antonio          | Libre           |      |  |
| Braian Salvareschi | Defensa    | Godoy Cruz           | Préstamo        |      |  |
| Andrés Chávez      | Delantero  | Lamia F.C.           | Libre           |      |  |
| Carlos Roca        | Defensa    | Nacional Potosí      | Libre           |      |  |
| Ronald Bustos      | Defensa    | Gualberto Villarroel | Fin de préstamo |      |  |
| Nathan Tito        | Defensa    | Platense             | Libre           |      |  |

| Bajas              |               |                     |                       |      |
| Futbolista         | Posición      | Destino             | Tipo                  | Ref. |
| Segundo Semestre   |               |                     |                       |      |
| Luiz Felipe Castro | Defensor      | Atlético Goianiense | Rescisión de contrato |      |
| José Flores        | Delantero     | FC Kryvbas          | Préstamo              |      |
| Leo López          | Mediocampista | TBA                 | Rescisión de contrato |      |
| Carlos Bustos      | Entrenador    | Deportivo Garcilaso | Rescisión de contrato |      |
| Enrique Triverio   | Delantero     | Always Ready        | Rescisión de contrato |      |
| Líder Yanarico     | Defensa       | San Antonio         | Rescisión de contrato |      |
| Jonata Machado     | Mediocampista | TBA                 | Rescisión de contrato |      |
| Sebastián Guerrero | Delantero     | TBA                 | Rescisión de contrato |      |

### Récords
| Goleadores | Goleadores           | Goleadores | Presencias | Presencias           | Presencias   |
| ---------- | -------------------- | ---------- | ---------- | -------------------- | ------------ |
| 1.         | Pablo Daniel Escobar | 223 goles  | 1.         | Daniel Vaca          | 466 partidos |
| 2.         | Jair Reinoso         | 90 goles   | 2.         | Pablo Daniel Escobar | 428 partidos |
| 3.         | Sandro Coelho        | 81 goles   | 3.         | Diego Wayar          | 392 partidos |
| 4.         | Alejandro Chumacero  | 72 goles   | 4.         | Eligio Martínez      | 365 partidos |
| 5.         | Sergio Óscar Luna    | 70 goles   | 5.         | Sandro Coelho        | 360 partidos |

Nota: En negrita los jugadores activos en el club.

### Goleadores de primera división
En el siguiente cuadro se muestran los máximos goleadores por torneo de la Primera División de Bolivia que lo lograron con la camiseta de The Strongest.
| # | Nombre                 | Campeonato    | Goles |
| - | ---------------------- | ------------- | ----- |
| 1 | Juan Américo Díaz      | 1971          | 12    |
| 2 | Jesús Reynaldo         | 1986          | 36    |
| 3 | Antonio Vidal González | 1999          | 30    |
| 4 | Daniel Delfino         | 2000          | 28    |
| 5 | Pablo Vázquez          | Clausura 2009 | 9     |
| 6 | Rolando Blackburn      | Clausura 2018 | 20    |
| 7 | Jair Reinoso           | Clausura 2019 | 19    |

Fuente: RSSSF

### Jugadores con más títulos
| Jugador                                                                                              | Títulos            | Títulos |
| --- | ------------------ | ------- |
| Daniel Vaca Pablo Escobar Jair Torrico Diego Wayar Nelvin Soliz                                      | 5 Primera División |         |
| Ricardo Fontana Alejandro Chumacero Diego Bejarano Andrés Jemio Enrique Parada Sacha Lima Marcos Paz | 4 Primera División |         |

### The Strongest y la selección de fútbol de Bolivia
Son muchos los jugadores de The Strongest que a lo largo de la historia han sido seleccionados para representar a Bolivia en algún evento internacional. Desde los primeros campeonatos sudamericanos hasta las tres ediciones que la selección boliviana jugó Copas del Mundo en Uruguay, Brasil y Estados Unidos.

#### Copa Mundial de Fútbol

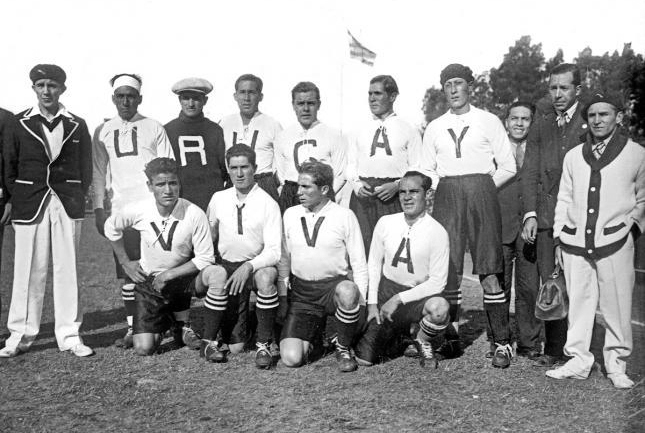
5 jugadores de The Strongest fueron convocados a la primera Selección mundialista.

| Uruguay 1930 - Casiano Chavarría - Rafael Méndez - Constantino Noya - Eduardo Reyes Ortiz - Renato Sainz | Brasil 1950 - Vicente Arraya - Alberto Achá - Leonardo Ferrel - Humberto Saavedra - Roberto Capparelli | Estados Unidos 1994 - Marcelo Torrico - Gustavo Quinteros - Óscar Carmelo Sánchez - José Milton Melgar |

## Entrenadores

### Cuerpo técnico
El Club The Strongest ha tenido un total de 116 entrenadores a lo largo su historia. El primer entrenador del club fue Ulises Saucedo, quien se hizo cargo técnicamente del club en 1930.
Dentro de la gran cantidad de entrenadores que han pasado por The Strongest, doce de ellos han podido salir campeones de la Primera División boliviana. Siete bolivianos, un chileno, un peruano, un argentino, un paraguayo y un venezolano fueron los encargados de guiar a The Strongest en los 15 títulos nacionales que ha conseguido hasta la fecha.

### Entrenadores campeones
| #  | Entrenador           | Periodo                           | Títulos                                   |
| -- | -------------------- | --------------------------------- | ----------------------------------------- |
| 1  | Juan Valenzuela      | 1963-1965                         | Primera división 1964                     |
| 2  | Rolando Vargas       | 1974-1975                         | Primera división 1974                     |
| 3  | Freddy Valda         | 1969, 1970-1971, 1977-1978 y 1984 | Primera división 1977                     |
| 4  | Juan Farías          | 1986-1987                         | Primera división 1986                     |
| 5  | Moisés Barack        | 1989 y 1990-1991                  | Primera división 1989                     |
| 6  | Carlos Aragonés      | 1993                              | Primera división 1993                     |
| 7  | Néstor Clausen       | 2003-2004                         | Apertura 2003 Clausura 2003               |
| 8  | Luis Esteban Galarza | 2004-2005                         | Clausura 2004                             |
| 9  | Mauricio Soria       | 2011-2012, 2016 y 2019-2020       | Apertura 2011                             |
| 10 | Eduardo Villegas     | 2005 y 2012-2014                  | Clausura 2012 Apertura 2012 Apertura 2013 |
| 11 | César Farías         | 2016-2017                         | Apertura 2016                             |
| 12 | Pablo Cabanillas     | 2023                              | Primera división 2023                     |

## Presidentes
The Strongest ha tenido 54 presidentes a lo largo de su historia, siendo el primero de ellos José León López Villamil, uno de los fundadores del club.
El presidente que más veces ostentó el cargo fue don Rafael Mendoza Castellón que fue presidente del Club en 5 ocasiones entre 1968 y 1980 con un total de 10 años en la presidencia.
Desde noviembre del 2023, el actual presidente del club es Ronald Crespo.

## Palmarés

### Torneos nacionales (17)
El club cuenta con 16 títulos de primera división y 1 copa nacional.
| Nacional                             | Títulos | Subcampeonatos |
| ------------------------------------ | --- | --- |
| Primera División de Bolivia (16/18)' | 1952, 1964, 1974, 1977, 1986, 1989, 1993, Apertura 2003, Clausura 2003, Clausura 2004, Apertura 2011, Clausura 2012, Apertura 2012, Apertura 2013, Apertura 2016, 2023 . | 1954, 1970, 1979, 1980, 1981, 1988, 1999, Adecuación 2005, Clausura 2015, Clausura 2016, Apertura 2017, Clausura 2017, Apertura 2018, Clausura 2018, Apertura 2019, Clausura 2019, Apertura 2020, Apertura 2022. (Récord) |
| Copa República FBF (1)               | 1958. | |
| Torneo Clausura (2/1)                | 1988, 1999. | 2000. |
| Torneo Apertura (1/4)                | 1981. | 1996, 1997, 1998, 2002. (Récord) |

### Torneos regionales (20)
| Regional                          | Títulos | Subcampeonatos                                                    |
| --------------------------------- | --- | ----------------------------------------------------------------- |
| Campeonato Paceño (19/11)         | 1914, 1916, 1917, 1922, 1923, 1924, 1925, 1930, 1935, 1938, 1943, 1945, 1946, 1952, 1963, 1964, 1970, 1971, 1974. (Récord) | 1915, 1918, 1929, 1932, 1940, 1942, 1944, 1961, 1962, 1965, 1976. |
| Copa 20 de Octubre AFLP (1)       | 1916. |                                                                   |
| Campeonato de 2.ª categoría (1)   | 1914. |                                                                   |
| Campeonato de 3.ª categoría (1/1) | 2002*. | 1936*.                                                            |
| Campeonato de 4.ª categoría (1/1) | 1936*. | 2022*.                                                            |
| Campeonato de 5.ª categoría (0/1) | | 1936*.                                                            |

*Logros obtenidos por equipos de reserva de la institución.

## Otras secciones y filiales

### The Strongest "B"
Las divisiones menores de The Strongest son los equipos de formación que llevan a cabo la representación del club en diferentes certámenes tanto a nivel nacional como regional. El club cuenta con un equipo filial que participa en la primera A (primera categoría) de la Asociación de Fútbol de La Paz (AFLP).

### Sección femenina de fútbol
El club también cuenta con una división femenina que participa en la Asociación de Fútbol de La Paz y que ha tenido notables participaciones en los últimos años, obteniendo un subcampeonato en la edición 2019 del Campeonato Paceño de Fútbol Femenino.

### Sección de natación
The Strongest conformó un gran equipo de natación en los años de la posguerra, es decir, a partir de 1936 y que tuvo una gran importancia hasta los años 70. Entre los grandes impulsores de la natación stronguista y paceña destacan Juan Valverde Figueroa y René Eyzaguirre Muñoz, el primero clavadista y el segundo velocista y nadador de resistencia, y el polifacético Eduardo Reyes Ortiz, que en calidad de dirigente organizó con gran éxito varios torneos acuáticos, además de otro gran jugador stronguista, reconvertido a la natación como fue el exdelantero José Toro.
El 27 de abril de 1938 se crea la Liga de Natación de La Paz y la Liga de Waterpolo, disciplinas en las que The Strongest tuvo un aplastante dominio tanto a nivel departamental como nacional.
Así también, el 15 de diciembre de 1940, René, Fernando y Vita Eyzaguirre, así como Mario Sanjinés obtuvieron oro en la competencia de cruce del estrecho de Tiquina en el lago Titicaca, siendo Vita, la primera mujer que realizó dicha proeza.
El 24 de junio de 1972, otro nadador del Club The Strongest, Daniel Linares Cabrera, hace historia al realizar el primer cruce nocturno del Estrecho de Tiquina con un tiempo de 20′44′′.
En 2022 El equipo de natación del Club The Strongest se consagró campeón del torneo nacional Interclubes, Serie B ascendiendo a la Liga A por primera vez.

### Tenis
En los años 20 del siglo XX uno de los más destacados tenistas del Club fue don Armando Arce, que llegó a ser presidente del Club, hizo una dupla muy competitiva con el exdelantero atigrado, Vicente Calderón.
En 1938, el Gobierno de la República de Bolivia cedió los actuales terrenos de la confluencia de las Avenidas Illimani y Yungas. Fue durante la Presidencia de don Gustavo Carlos Otero, en los años 40, que este espacio fue habilitado con varias canchas de tenis donde The Strongest conformó un gran equipo que logró varios títulos a nivel departamental.
Sus principales competidores, fueron y son el Club Alemán (1891), Sucre Tenis Club (1923), Club Hípico 'los Sargentos' (sección tenis 1926), el Club Ferroviario (1941).
En 1980, la sede del Club de Tenis de The Strongest se traslada a las nuevas canchas del Complejo de Achumani y se refunda el club el 28 de septiembre de aquel año.
El 9 de diciembre de 2014, el Club The Strongest se coronó Campeón Nacional de la máxima categoría, rama masculina, al imponerse al Club de Tenis Santa Cruz en Cochabamba, representando a la ciudad de La Paz.
El equipo Campeón estaba conformado por: Alejandro Mendoza, Sergio García, Rodrigo Villarroel y Federico López como Capitán.

### Voleibol
The Strongest incursionó en el mundo del vóley en los años 40. Uno de los jugadores stronguistas más famosos en esta disciplina habría sido Juan Lechín Oquendo al haber sido parte del equipo de The Strongest después de la guerra del Chaco.
Esta disciplina se dejó de prácticar en la institución desde 1983 y se retomó en 2011 en la gestión de Kurt Reintsch.
Actualmente tanto el equipo masculino como el femenino participa en la Asociación Municipal de Voleibol de La Paz.
El equipo masculino ha sido campeón de la Liga Superior de Voleibol de La Paz los años 2012, 2013 y 2014, y subcampeón nacional, primero en el Torneo de Ascenso de 2011 para posteriormente ser subcampeón de primera división en 2015 y 2016. El equipo femenino consiguió ser campeón paceño en 2011 y subcampeón en 2014, mientras que a nivel nacional fueron subcampeonas nacionales 2015 del torneo de ascenso a la Liga Superior del Voleibol Boliviano.

### Secciones desaparecidas
Además de todas las secciones mencionadas, The Strongest ha tenido equipos en distintas disciplinas deportivas a lo largo de su historia. Son secciones que, por una u otra razón, se disolvieron: 
- Ajedrez
- Atletismo
- Baloncesto
- Boxeo
- Ciclismo
- Esgrima
- Gimnasia
- Tiro deportivo

#### baloncesto
El Baloncesto es un deporte que se practicó en The Strongest desde los años 30 jugando el partido inaugural de la cancha de baloncesto del 'Siles' el 16 de enero de 1930, enfrentándose al Nimbles. Nuevamente, el jugador más famoso de esta disciplina fue Juan Lechín Oquendo, que formó parte de los sucesivos equipos de principios de los años 40. Esta disciplina deportiva fue abandonada en los años 80.

## Hinchada

### Popularidad
El club stronguista es uno de los de mayor preferencia entre los aficionados a nivel de clubes de fútbol en el país.
Destacados personajes de la historia de Bolivia han declarado su afición por The Strongest, desde compositores musicales y poetas, hasta Presidentes del país y otros políticos. La entidad a lo largo de su historia a contado con varios socios destacados entre ellos: José Luis de Aranguren, Germán Busch, Cecilio Guzmán de Rojas, Rafael Pabón, Carlos Palenque, Emilio Villanueva Peñaranda y Moritz Hochschild.

### Barras organizadas
La «La Gloriosa Ultra Sur 34», es la barra brava del club, fue creada en 1989. Se asientan en la Curva Sur del estadio Hernando Siles que les quedó en propiedad en 1993 después de una disputa con la barra del Club Bolívar y de que The Strongest ganara el Clásico en el cual se dirimía quién se quedaría con este sector del estadio.
También sobresale la «Garra Central», que desde 1974 se organiza y es gran animador desde ese sector del estadio.
En otras ciudades del país se pueden encontrar a «Tigres de Altura», «UltraSur Potosí», «Locos X el Tigre» de Sucre, «UltraSur Cochabamba», «Cruceñidad Atigrada» en Santa Cruz de la Sierra, «The Strongest Pando» y en el exterior destacan la «UltraSur Nueva York», y la «Ultra Sur Argentina». 

### Apodos
El primer apelativo conocido es el de Gualdinegro que es la combinación de las palabras castellanas gualda de origen godo, y negro en relación con los colores de su camiseta.
Otro apelativo, poco conocido, fue el que utilizaron para referirse a sí mismos los fundadores poco antes de la creación del Club. Este apodo era el de Los Gallos que surgió en contraposición a Los Pollos que era como se llamaba el grupo de sus archirrivales de épocas escolares y que en 1909 fundaron el Nimbles Sport Association. En 1929 aún, cuando Nimbles ganó por primera vez el torneo de la LPFA, los Gallos, que habían quedado en tercer lugar, retaron a los Pollos a un partido amistoso «para ver al que cantaba mejor» en alusión a los viejos tiempos. Los Gallos de The Strongest derrotaron en este partido a los Pollos de Nimbles por 6 goles a 1.

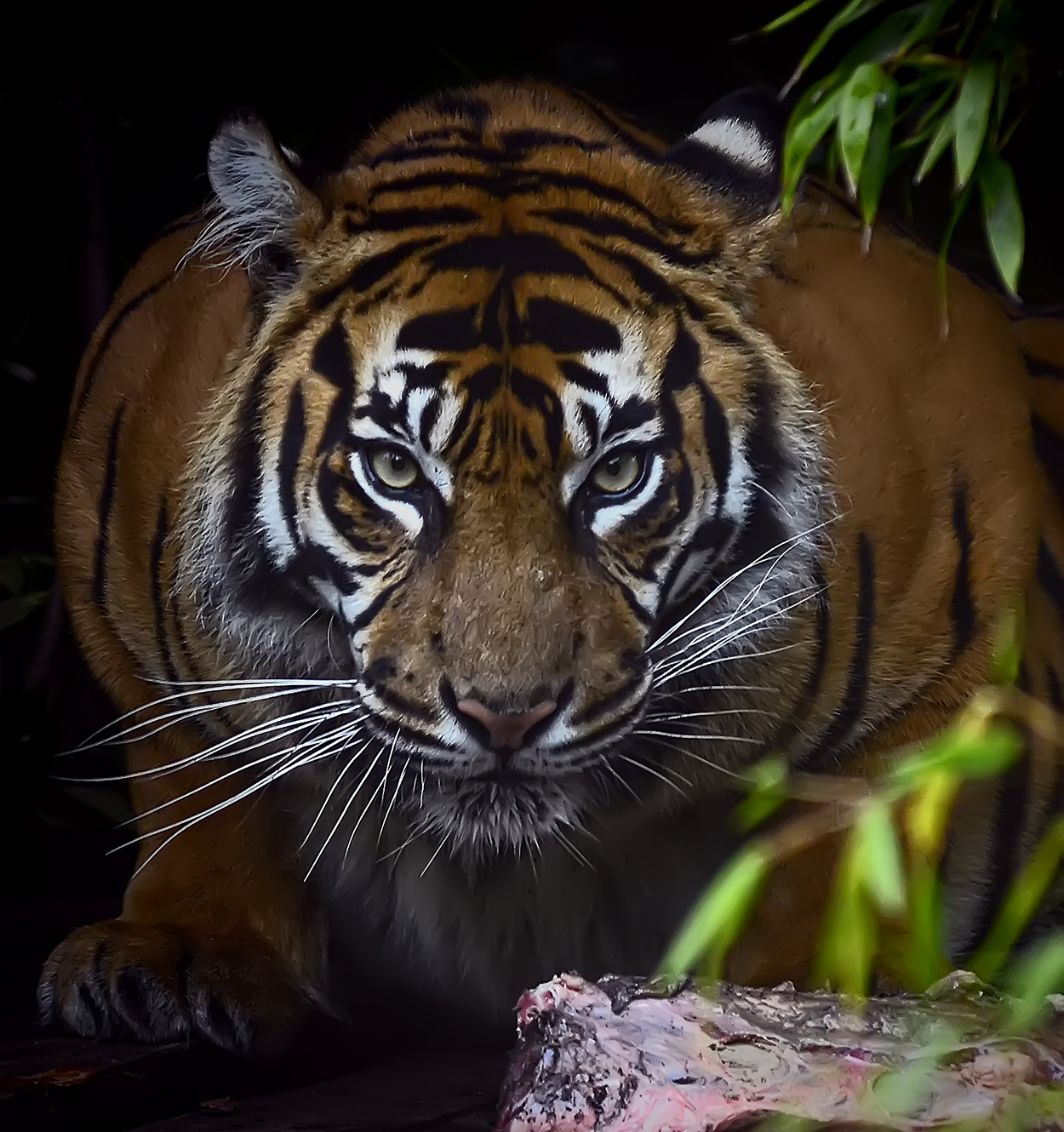
Tigre es el apelativo más popular del Club The Strongest.

A finales de los años 20 era conocido también como El Cuadro Inmortal al ser la mayoría de los campeones de 1925 jugadores del equipo desde el mismo día de su fundación. Aquellos jugadores habrían completado 20 años jugando para The Strongest.
Posteriormente a partir de una serie de victorias importantes a nivel internacional en los años 30 y 40, se lo conoce como "El Derribador de Campeones", especialmente después de sus grandes victorias del año 1941.
Ese mismo año de 1941, durante los festejos del XXXIII aniversario del Club, el presidente de la Asociación de Fútbol de La Paz, don Max de la Vega, "bautiza" a The Strongest con el apelativo de Tigre al pronunciar su discurso, en el cual la parte más recordada dice:

“"TIGRES! Yo les llamo Tigres!, porque lleváis en la piel los colores máximos del Club, que en las sombras densas han recibido el beso del sol, para, con sus rayos luminosos, hacer de la penumbra el emblema gualdinegro.
Yo les llamo "Tigres"!, porque en los campos de la lid, vuestra garra y tesón me recuerdan al tigre feroz.
Yo les llamo "Tigres"!, porque cuando el score os es adverso, lucháis, cual "Tigre" herido, para reconquistar el laurel"”
-Max de la Vega, 1º Presidente de la Asociación de Fútbol de La Paz; 8 de abril de 1941 

Sin embargo el apelativo no es "los tigres", ni "tigres", sino que es usado en la forma singular al referirse al equipo en conjunto como uno solo, "El Tigre"'.
De ahí viene el adjetivo de "Atigrados" por las rayas de su camiseta y el seudónimo con el que es conocido hasta la actualidad.

### Celebraciones

#### Día del hincha de The Strongest
Desde los primeros años el Club adquirió una gran fama que se extendió a todo el territorio boliviano, lo que generó una gran afición.
En 1931 The Strongest ya era acompañado por una nutrida barra organizada que incluía una banda de música que tocaba las piezas de moda y marchas militares para apoyar al equipo en los partidos. Esta primera barra organizada de la historia del Club se llamaba La Murga y vestían uniformes, resaltando el del líder de la barra, Humberto Riveros Crespo apodado el Chino" Riveros, que llevaba una gorra con los colores del Club y del que se dice que fue el primero que entonó el grito de guerra "K'alatakaya Huarikasaya" en las gradas del recién inaugurado estadio Hernando Siles.
Su sobrino, Raúl "Chupacañas" Riveros, "el Chupita", es sin embargo considerado el "hincha número 1" no por ser el primero sino por ser un verdadero ejemplo por su fidelidad y su caballerosidad con el rival.
El Chupita nació en La Paz en 1925 y fue en 1938 que asistió por primera vez a un partido de The Strongest por invitación de su tío. Desde entonces no faltó a ni un solo partido del que se convirtió en el amor de su vida. Vestido con un sombrero de ala ancha, una chamarra con un Tigre bordado en la espalda y una chalina gualdinegra, durante los siguientes 70 años siempre estuvo alentando al Tigre retumbando su poderosa voz con el grito de guerra. Fue uno de los líderes de la primera barra atigrada organizada en la curva sur del estadio llamada Los Divinos de la Sur desde donde agitaba una inmensa bandera. Fue junto con otros hinchas de otros equipos, organizador y gran amenizador de la barra que apoyó al Seleccionado Boliviano Campeón Sudamericano de 1963. Nunca se le oyó hablar mal de nadie, ni siquiera del rival, siempre estuvo presente en el estadio incluso cuando el equipo pasaba sus peores momentos futbolísticos y gracias a él fue que se popularizó y se mantuvo el grito de Guerra del Club desde hace más de 80 años.
El Chupita falleció el 30 de agosto de 2007 a la edad de 83 años, no sin antes dar varias entrevistas donde expresaba su amor por el club y donde fue notificado de que a partir de aquel año, el día de su cumpleaños, el 27 de septiembre sería instituido el Día del Hincha Stronguista, fiesta que se celebra todos los años desde entonces.

#### Bodas de plata (1933)
Estas celebraciones no se llegaron a realizar, ya que en esos momentos, la mayor parte de la dirigencia, jugadores e hinchas se hallaban en el frente de batalla en la guerra del Chaco.

“Una larga vida denota robustez, una y otra cosa aspiramos para 'The Strongest'”
-Ismael Montes, expresidente de la República de Bolivia; 8 de abril de 1933 

#### Centenario (2008)
El 7 de abril de 2008 el Club The Strongest recibiría en homenaje al centenario de su fundación, la Orden del Cóndor de los Andes, en el grado de Comendador. Máxima distinción de la Nación que fue impuesta por el presidente de la República Evo Morales Ayma, en acto desarrollado en predios de la Cancillería Nacional, donde el canciller destacó que:

“The Strongest fue creado en 1908 por un grupo de jóvenes con la intención que se convierta en el club más fuerte, durante la presidencia de Ismael Montes, algo que lo consiguió en estos cien años. El club nació y creció junto a otros clubes grandes del continente como Boca Juniors, River Plate, Peñarol o Alianza Lima. The Strongest es sinónimo de títulos, lucha, garra y hermandad y por tanto merecedor de la más alta distinción en reconocimiento a los servicios prestados a la sociedad y a la nación”

 David Choquehuanca Canciller del Estado Plurinacional de Bolivia 8 de abril de 2008

Las autoridades destacaron a grandes personajes como Juan Lechín, exjugador del equipo, como también a expresidentes como don Rafael Mendoza Castellón, Gustavo Carlos Otero, José Luis de Aranguren o el fundador José León López Villamil y también a extécnicos y jugadores de la entidad.
Correos de Bolivia presentó una serie de Sellos conmemorativos.
El cierre de la celebración se realizó en el estadio Hernando Siles el partido que enfrentó al Alianza Lima. Los gualdinegro vencieron por 2 goles a 1.

## Rivalidades

### Bolívar

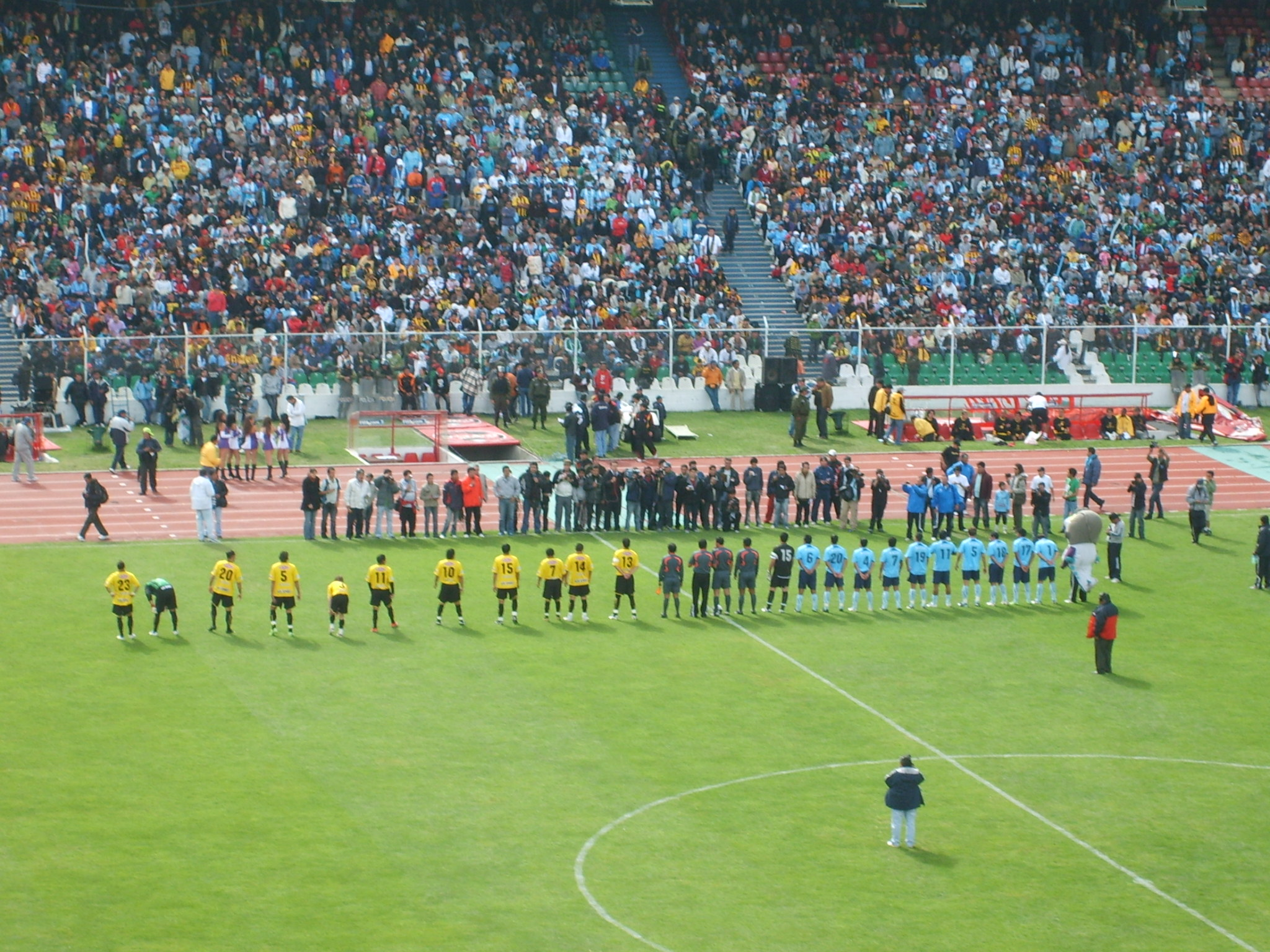
Previas del Clásico Paceño jugado en 2006

El clásico rival de The Strongest es Bolívar. El primer partido oficial de la historia se jugó el 17 de octubre de 1927, se enfrentaron en la cancha del Hipódromo de Miraflores, con un resultado final de empate 0 a 0. 
Esta rivalidad se convierte en la principal y la de mayor relevancia del fútbol paceño y nacional, e incluso a nivel internacional, donde se conoce mejor como el Clásico boliviano.
El Clásico The Strongest vs Bolívar fue considerado en el año 2014 como "una de las 25 más importantes rivalidades del mundo".
Actualmente se han disputado 297 partidos. El saldo es favorable para la Academia, que se impuso en 125, el Tigre ganó 75 y los 97 restantes terminaron igualados.

### Regionales
Las mayores rivalidades atigradas siempre han sido contra equipos paceños, esto sucede porque durante 70 años, The Strongest jugó principalmente campeonatos paceños, siendo los campeonatos nacionales la excepción.

#### Clásico de antaño
Antes de la fundación del Club, existía ya una rivalidad entre los chicos del American Institute y los del colegio San Calixto, que era en parte ideológica (pues los primeros se consideraban liberales y los segundos conservadores) y en parte deportiva.
Una simpática historia cuenta que los muchachos el American Institute se hacían llamar los 'Gallos', mientras que los del San Calixto se llamaban a sí mismos los 'Pollos'. Estos dos grupos de jóvenes llegaron a enfrentarse por la posesión de un coqueto quiosco que había en la plaza Murillo. Se dice que los 'Pollos' abusaban de su superioridad numérica y no respetaban a los viandantes, por lo que los 'Gallos' reaccionaron y los enfrentaron 'a puño limpio', expulsándolos de dicho quiosco.
Esta pequeña historia es importante, porque los 'Gallos', que desde entonces se reunían habitualmente en 'su' quiosco, idearon allí la fundación del Club The Strongest.
En mayo de 1909 los 'Pollos' fundarían el Nimbles Sport Asociation y sería frente a estos que The Strongest jugarían sus primeros partidos y generarían una de las primeras grandes rivalidades del fútbol boliviano, pues en los primeros años de la LPFA se disputaron los primeros puestos, obteniendo entre 1914 y 1917 The Strongest 3 de los 4 títulos disputados y Nimbles el restante en 1915.
En años posteriores el Nimbles se vería opacado por otros históricos clubes paceños en su rivalidad frente a The Strongest.
Sin embargo aun quedaría un episodio más de rivalidad entre los 'albinegros' de Nimbles y los 'gualdiengros' de The Strongest. En 1929, poco antes de su desaparición, Nimbles lograría su último Título paceño. El equipo de The Strongest, sabiéndose superior, retó 'extraoficialimente' a Nimbles a un partido por ver "el que mejor cantaba", una clara alusión a los viejos tiempos. The Strongest vencería por 6 a 1 a Nimbles, y aunque este resultado no sirvió de nada a nivel de estadísticas, fue el último golpe que los chicos del American Institute (ya por entonces hombres duros y maduros) les darían a los del San Calixto.
Hay que decir también que ambas instituciones académicas aún existen y también la rivalidad entre sus estudiantes.

#### Col Mil
En 1911 hacía su aparición el equipo de la institución castrense, cuyos componentes eran cadetes del Colegio Militar del Ejército. En 1914 el Col Mil logra un impresionante subcampeonato en el marco de la LPFA y en 1915 organiza con aval de la LPFA un segundo torneo en sus predios, la Copa 'Asociación, un torneo en formato de Copa del que también fue subcampeón. Desde este momento hasta 1922, surge la cuarta gran rivalidad histórica del fútbol paceño, que era muy popular incluso a nivel nacional.
Los partidos frente a ColMil tenían la característica de realizarse en medio de un fuerte ambiente militar, pues los jugadores 'militares' entraban al campo de juego marchando y en formación, mientras que todo un Escuadrón de caballería se situaba en los flancos del campo de juego para intimidar al rival. Muchas veces, aun con presencia militar, los partidos terminaron en fuertes trifulcas en las que intervenían tanto jugadores como aficionados, y que generalmente lograban detenerse cuando la Banda de Música tocaba el Himno Nacional.
Sin embargo, a pesar de que ColMil fue un rival formidable para The Strongest, no lograría en los siguientes 10 años ganarle ni un solo título, siendo el equipo gualdinegro dominador absoluto del fútbol paceño.

#### Universitario
En 1922 se funda el equipo de la Universidad Mayor de San Andrés y ese mismo año obtiene el Subcampeonato del torneo de la LPFA que ganó The Strongest por 3.ª vez consecutiva.
A partir de este año, Universitario y The Strongest fueron los principales equipos de la ciudad de La Paz, peleando por el título del torneo de la LPFA siempre en los dos primeros puestos.
Para 1930 la rivalidad es ya considerada un Clásico y son estos dos equipos los invitados a inaugurar el estadio Hernando Siles el 16 de enero de ese año. The Strongest ganará ese partido por 4 goles a 1.
Después de la guerra del Chaco, comenzaron a aparecer una serie de equipos que lograron superar por turnos el dominio de The Strongest en La Paz, y el Clásico con Universitario se fue diluyendo poco a poco, hasta que pocos años después de ganar su único título nacional en 1969, Universitario es apartado de la Universidad y desciende para no volver al primer plano del fútbol boliviano. 
Para 1977 Universitario ya no jugaba ni siquiera en la primera división paceña por lo que no forma parte del grupo de los fundadores de la Liga Profesional.
En la actualidad, juega en la Primera "A" de la Asociación Paceña de Fútbol y ya son casi 40 años que no se juega este Clásico.

### Nacionales

#### Oruro Royal
Este puede ser considerado el Clásico Nacional de antaño de The Strongest, pues sus enfrentamientos datan del año 1913, cuando The Strongest reemplazó al Thunder FC como representante de La Paz en los entonces importantísimos "Torneos Interdepartamentales". Fue el 2 de noviembre de aquel año que se enfrentaron por primera vez con una contundente victoria orureña por 0 a 4.
Este enfrentamiento se repetiría en 1915, esta vez con victoria stronguista por un global de 2 a 0 en dos partidos de ida y vuelta. Posteriormente se enfrentaron en el primer Campeonato Nacional de 1945 y después en los primeros torneos profesionales de los años 50 en 1956.
Con la aparición de la Liga, el Oruro Royal decidió permanecer afiliado a la Asociación de Oruro que ellos ayudaron a fundar, y al convertirse la Liga en el torneo más importante, el equipo orureño fue perdiendo relevancia y este gran clásico del fútbol boliviano no se volvió a repetir desde 1977 a no ser por algún enfrentamiento amistoso ocasional.

#### San José
San José fue el primer rival del interior con el que The Strongest compitió en un Torneo Profesional y desde entonces estos dos rivales han jugado muchísimos encuentros. En los últimos años han competido los dos en pos del título de la liga y The Strongest resultó vencedor en todos sus enfrentamientos directos, llegándole a quitar al menos dos títulos de las manos (2012).
También rivalizan en el tamaño de la hinchada, pues San José, a causa de la 'diáspora minera' de los años 80 y 90 cuenta con una fervorosa hinchada en todas las capitales bolivianas, así como The Strongest, cuya popularidad es más bien por tradición.
San José es el único equipo boliviano que ha sido capaz de anotarle 7 goles al Tigre, hecho sucedido en el torneo Clausura 2014.

#### Oriente Petrolero
The Strongest y Oriente Petrolero llegaron a enfrentarse en varias finales por el título de Liga.
Por ejemplo en 1977 The Strongest le ganaría a Oriente el primer título de la Liga Profesional, y en 1979, Oriente sería el que le ganaría al Tigre. Se enfrentaron también en las finales de 1989, 1993 y 2004, todas las ganó The Strongest.
También se enfrentaron en 8 ocasiones por Copa Libertadores con 4 victorias atigradas y 4 orientistas, entre 1978 y 1990.
Son los dos únicos equipos que jamás descendieron de categoría, ni en sus Asociaciones ni en la Liga Profesional, jugando siempre en primera división.

#### Jorge Wilstermann
Jorge Wilstermann es otro de los grandes rivales del Tigre y es junto Bolívar y The Strongest uno de los 3 más grandes de Bolivia.
Fue en los años 80 cuando su rivalidad fue más fuerte, pues Wilstermann fue capaz de ganarle a The Strongest dos títulos de Liga consecutivos y una eliminatoria en la Copa Libertadores entre los años 1975 y 1981, llegándose a enfrentar por este torneo en 7 ocasiones en total con 3 victorias de The Strongest, 2 de Wilstermann y 2 empates.
En la actualidad, ambos se disputan el segundo lugar y tercer en cuanto a número de títulos nacionales, pues The Strongest cuenta con 16 títulos de la primera división de Bolivia mientras que Wilstermann cuenta con 15 laureles. Hasta antes del año 2013, Wilstermann superaba a The Strongest en este aspecto. Hasta 2010, Wilstermann también pertenecía al reducido grupo de clubes que nunca habían descendido de categoría. Sin embargo su caída a la B en 2010 dejó a Bolivia solo con tres equipos que puedan presumir de ello.

#### Real Potosí
Con el Real Potosí disputa el denominado «clásico felino», debido a que ambos clubes utilizan a felidos como símbolos institucionales.

## En la cultura popular
Cómics
- Durante la década de los 90, el periódico El Diario publicó la historieta “Cacho Paredes”, escrita por David Mangiarotti Patti,  que relata las aventuras de un jugador ficticio de origen humilde, que después de jugar en The Strongest, termina jugando en Argentina y Europa.[50]

Filatelia
- 1982 Sello emitido por Correos de Bolivia con ocasión del Mundial de España ´82 en cuya imagen de fondo aparece un lance del partido entre The Strongest y Cerro Porteño jugado el año anterior.

- 1983 Sello emitido por Correos de Bolivia en conmemoración a los 75 años del Club.

- 2008 Sello emitido por Correos de Bolivia en conmemoración al Centenario del Club.

Bibliografía
- Oporto Lens, Freddy. “El Libro de Oro de The Strongest”, Vol. I y II. La Paz, Imprenta “Catacora”, 1989.

- Peñaloza Bretel, Julio. "El Tigre de Achumani" La Paz, 1990
- Sanjinés Díaz, Ariel. "Pasión Centenaria" La Paz, 2008.

- La Razón, "The Strongest: 100 años de garra, 1908-2008". La Paz, Fondo Editorial de los Diputados, 2008.

- Peñaloza, Marco Antonio, “Centenario del Club The Strongest (1908-2008): Contexto fundacional”. La Paz, 2008.

- Rosario Aguilar Medina y otros/as, "The Strongest, 100 años: Memorias, fútbol, gloria y bolivianidad". La Paz, 2008.

- Monroy Rocha, Ramón y otros/as, "Warikasaya: Cuentos Stronguistas". La Paz, Ed. Letralia, 2008.

- Bajo, Ricardo y otros, "4 de 5, el Tigre te mata". La Paz, Ed. El Cuervo, 2014.

- Varios Autores. "Kalatakaya". La Paz, Ed. La Biblioteca Stronguista, 2017.

Filmografia
- "30 años de la Tragedia de Viloco", 1999. ATB Red Nacional Bolivia.
- "The Strongest, Primer TriCampeón de la Liga boliviana", 2012. Marka Registrada, Fox Sports Latam.
- "El Documental de Garra y Pasión" 2012-2013. VOL I, II y III. Garra y Pasión TV.
- "Club The Strongest 106 años", 2014. Palenque TV.
- En octubre del año 2019, se estrenó la película “Fuertes” dirigida por Óscar Salazar y Franco Travers, basada en los acontecimientos relacionados con la Batalla de Cañada Strongest, durante la guerra del Chaco, teniendo como protagonistas a los jugadores del club atigrado, quienes dejarían el balón para defender a su país.[51]

Música
- Himno del Club The Strongest. Música: Adrián Patiño. Letra: Froilán Pinilla. La Paz 1936.

- Ajayus de Antaño: Mi Chayñita. Música: Adrián Patiño. Interpretación: Orquesta Víctor Popular y Carlos Lafuente. Buenos Aires 1931.

- Himno del Club The Strongest. Interpretación de Mario Calderón. Coro "Las Callaguas". La Paz 1969.

- The Strongest Campeón. Intérpretes: Orquesta los Pequeninos. La Paz.

- Homenaje a The Strongest: Intérpretes: Hermanos Luna. Cochabamba 1974.

- The Strongest. Long Play: Varios temas. Interpretación: Orquesta Jazz "Los Tropicales". Director: Luis Callejo. Voces: René Álvarez y Jorge Cuadrado. La Paz 1981.

- 100 años de Gloria: Un disco para el Tigre. Varios artistas. La Paz 2008.

### Clubes en homenaje
El Club The Strongest fue muy popular prácticamente desde su fundación, pues aparte de ser un equipo netamente nacional y que competía en igualdad de condiciones con los extranjeros que habían fundado los primeros equipos y que dominaban el fútbol en Bolivia, era el principal protagonista de los primeros torneos oficiales organizados por AFLP, primero la única y luego la más importante del país, por lo que la fama del club gualdinegro se extendió por todos los confines del país.
En 1958 para las Bodas de Oro del club se realizó un congreso de filiales que reunió hasta 13 de estos clubes homónimos del resto de Bolivia.
Es así que ya para 1920 había varios clubes con el nombre de The Strongest o con nombre claramente afín. Los más importantes se detallan a continuación:
- The Oruro Strongest F.B.C:[52] Fundado alrededor de 1920 por don Castor Guzmán. En la actualidad sigue existiendo, siendo su equipo de basketball la rama deportiva más importante de la institución, aunque en fútbol sigue compitiendo en divisiones inferiores de la Asociación de Fútbol de Oruro (AFO).[cita requerida]
- Strongest de Ullami Oruro:[53] Equipo dependiente de la Universidad Nacional Siglo XX de Llallagua. Juega en Primera de Ascenso "A" de la Asociación de Fútbol de Oruro.
- The Strongest de Santa Cruz:[54] Fundado por M. Cabrera T. participó en el primer torneo de fútbol de la historia de Santa Cruz en 1916 y posteriormente fue uno de los clubes fundadores de la Asociación de Fútbol de Santa Cruz en 1917, siendo uno de los más importantes equipos de aquella ciudad en los primeros años del "amateurismo" consiguiendo su primer título en 1932 y participando en los torneos de 1.ª división de aquel departamento al menos hasta 1953.[55]
- Trinidad Strongest F.B.C. del Beni: Equipo del que no consta fecha de fundación, pero sí que ya era uno de los grandes animadores del fútbol de la capital beniana hacia 1918.
- Potosí Strong: Fundado en la Villa Imperial por don Fortunato Torres Z. también alrededor de 1920 y que compitió con los antiguos clubes potosinos como Highland Players y Stormers San Lorenzo (1897)
- Fraternidad Strongest Tupiza: Fundado el 1 de junio de 1930 en la ciudad de Tupiza al sur del departamento de Potosí, no solo se circunscribió al ámbito deportivo, sino que emprendió también toda clase de eventos culturales como el famoso grupo teatral boliviano "Nuevo Horizontes".[56] Los jugadores del equipo de fútbol llegaron a enfrentar a The Strongest de La Paz cuando los jugadores de ambos clubes coincidieron en el frente de batalla durante la guerra del Chaco.
- Strongest Sporting Club de Pulacayo: Club deportivo y social fundado en la ciudad de Pulacayo en Potosí. Llegó a participar en el torneo nacional de 1961 denominado Torneo Mayor de la República en el que además de los campeones de las capitales también participaron los de los principales distritos del país. Aquel año por La Paz acudió Municipal por lo que no hubo posibilidad de que enfrentase a su homólogo paceño.[57] El Club cesó sus funciones en la década de 1980, aunque hoy en día la sede sigue funcionando como museo.
- Club Deportivo Cultural The Strongest de Telamayu: centro deportivo y cultural de la localidad de Telamayu en el departamento de Potosí, otrora próspera zona minera, tuvo una filial del Club The Strongest que tuvo gran éxito en torneos locales. Fue tetracampeón de su distrito entre los años 1966-1969, y varias veces recibió la visita de su homólogo paceño para partidos amistosos.
- Club The Strongest de Catavi: Club deportivo de la localidad minera de Catavi que tuvo gran importancia a mediados del siglo XX. Renombrados futbolistas que luego jugaron en The Strongest de La Paz pasaron por sus filas como el "Chato" Reyes que en 1929 radicó en esa localidad,[58] o Serapio Vega que jugaría en sus filas a finales de los años 30 antes de ir a La Paz.[59] En 1980 el general golpista Luis García Meza mandó asesinar a su presidente, don Gualberto Vega que además era dirigente sindical.[60] En 1997 el gobierno de Gonzalo Sánchez de Lozada transfiere el Club y todos sus inmuebles a propiedad del Municipio[61]
- Club Fraternidad Tigres: es un club de fútbol de El Alto, fundado el 25 de diciembre de 1967 por los señores Lucio Nina Fernández y Bonifacio Nina Nina con el nombre de The Strongest de Agua Rica. Sin embargo, ante el gran éxito en su ascenso en el fútbol de La Paz decidieron cambiar el nombre para evitar dualidades con el original. En 2009 obtienen su primer título en el Campeonato de Primera “A” de la AFLP para posteriormente disputar la Copa Simón Bolívar de ascenso a la liga.[62] En 2007 jugó la Copa Aerosur alcanzando la 2.ª ronda. En la actualidad es gran animador del Torneo de 1.ª de Ascenso de la Asociación de Fútbol de La Paz.
- The Strongest Viacha F.B.C.: fue un club de fútbol de la localidad de Viacha, del departamento de La Paz fundado en 1919 cuyo primer presidente fue don Alberto Vargas con gran colaboración del doctor Ángel C. Montes.
- The Strongest Coro Coro F.B.C.: fue un club de fútbol de la localidad yungueña de Coro Coro, al sur del departamento de La Paz fundada el 20 de agosto de 1915 cuyo primer presidente fue don Q. Conde.
- The Strongest ATL: es un club de la 4.ª división del fútbol estadounidense fundado en la ciudad de Atlanta, al sur del Estado de Georgia fundado en mayo de 2021 cuyo primer presidente fueron Pablo y Héctor Sandoval.